# Johnson County (Missouri)
Das Johnson County ist ein County im US-amerikanischen Bundesstaat Missouri. Im Jahr 2020 hatte das County 54.013 Einwohner und eine Bevölkerungsdichte von 25,1 Einwohnern pro Quadratkilometer. Der Verwaltungssitz (County Seat) ist Warrensburg, das nach Martin Warren, einem frühen Siedler in dieser Gegend, benannt wurde.

## Geografie
Das County liegt im mittleren Westen von Missouri und ist im Westen etwa 50 km von Kansas entfernt. Es hat eine Fläche von 2158 Quadratkilometern, wovon sieben Quadratkilometer Wasserfläche sind. An das Johnson County grenzen folgende Nachbarcountys:
| Jackson County | Lafayette County |               |
| Cass County    |                  | Pettis County |
|                | Henry County     |               |

## Geschichte

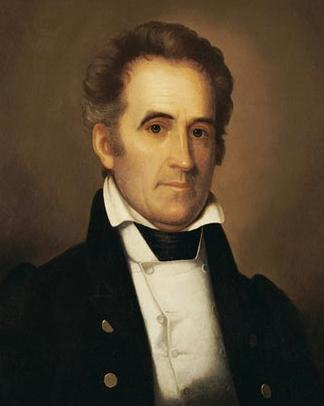
Johnson

Das Johnson County wurde 1834 gebildet. Benannt wurde es nach Richard M. Johnson (1780–1850), dem neunten US-Vizepräsidenten (1837–1841).

20 Bauwerke und Stätten des Countys sind im National Register of Historic Places eingetragen (Stand 6. Februar 2018).

## Demografische Daten
Nach der Volkszählung im Jahr 2010 lebten im Johnson County 52.595 Menschen in 19.184 Haushalten. Die Bevölkerungsdichte betrug 24,5 Einwohner pro Quadratkilometer. In den 19.184 Haushalten lebten statistisch je 2,5 Personen.
Ethnisch betrachtet setzte sich die Bevölkerung zusammen aus 90,3 Prozent Weißen, 4,7 Prozent Afroamerikanern, 0,6 Prozent amerikanischen Ureinwohnern, 1,7 Prozent Asiaten sowie aus anderen ethnischen Gruppen; 2,4 Prozent stammten von zwei oder mehr Ethnien ab. Unabhängig von der ethnischen Zugehörigkeit waren 3,4 Prozent der Bevölkerung spanischer oder lateinamerikanischer Abstammung.
22,3 Prozent der Bevölkerung waren unter 18 Jahre alt, 66,9 Prozent waren zwischen 18 und 64 und 10,8 Prozent waren 65 Jahre oder älter. 49,4 Prozent der Bevölkerung war weiblich.

Das jährliche Durchschnittseinkommen eines Haushalts lag bei 44.985 USD. Das Pro-Kopf-Einkommen betrug 20.405 USD. 16 Prozent der Einwohner lebten unterhalb der Armutsgrenze.

## Ortschaften im Johnson County
Citys
| - Centerview - Chilhowee - Holden - Kingsville | - Knob Noster - Leeton - Warrensburg |

Census-designated place (CDP)
- Whiteman AFB

Andere Unincorporated Communities
| - Bowen - Bowmansville - Bristle Ridge - Burtville - Columbus | - Cornelia - Denton - Dunksburg - Elm - Fayetteville | - Fenwick - Latour - Magnolia - Medford - Montserrat | - Mount Olive - New Castle - Old Chilhowee - Owsley - Pittsville | - Post Oak - Quick City - Robbins - Sutherland - Valley City |

## Gliederung
Das Johnson County ist in 15 Townships eingeteilt:
| Township            | Einwohner (2010) | FIPS     |
| ------------------- | ---------------- | -------- |
| Centerview Township | 1594             | 29-12700 |
| Chilhowee Township  | 1140             | 29-13672 |
| Columbus Township   | 1124             | 29-15724 |
| Grover Township     | 656              | 29-29620 |
| Hazel Hill Township | 1824             | 29-31240 |
| Jackson Township    | 4782             | 29-35846 |
| Jefferson Township  | 737              | 29-36836 |
| Kingsville Township | 1532             | 29-38936 |

| Township             | Einwohner (2010) | FIPS     |
| -------------------- | ---------------- | -------- |
| Madison Township     | 3277             | 29-45434 |
| Montserrat Township  | 1861             | 29-49700 |
| Post Oak Township    | 2022             | 29-59312 |
| Rose Hill Township   | 996              | 29-63146 |
| Simpson Township     | 583              | 29-68006 |
| Warrensburg Township | 23.218           | 29-77110 |
| Washington Township  | 7249             | 29-77524 |
|                      |                  |          |